# Polly Samson
Polly Samson (ur. 29 kwietnia 1962 w Londynie) – brytyjska dziennikarka i pisarka. W 1994 roku wyszła za mąż za gitarzystę Pink Floyd – Davida Gilmoura.
Polly Samson jest współautorką aż siedmiu z jedenastu tekstów utworów z albumu Pink Floyd – The Division Bell, tekstu utworu Louder than Words z płyty The Endless River również zespołu Pink Floyd oraz pięciu z dziesięciu tekstów solowych płyt Davida Gilmoura – On an Island i Rattle That Lock. Na tych ostatnich udzielała się również wokalnie oraz grała na pianinie.

## Twórczość
- "Kłamstwo w łóżku" (1999)
- "Poza obrazem" (2000)
- "Gaz w powietrzu" (2003)